# 谢尤通
谢尤通（1935年—1976年），一译谢宇顿，柬埔寨电影演员，活跃于1960年代至1970年代。
谢尤通出生在金边，是家中第二子，他的父亲是一名外科医生。长大后，曾在美国驻柬埔寨大使馆工作。他于1962年开始自己的电影演员生涯，因健美的肌肉而出名。代表作有1967年的Peov Chouk Sor和1972年Puos Keng Kang。他还出演过柬埔寨与泰国合拍的电影蛇王和蛇王2，与狄萨韦分别是剧中的男女主角。
1976年，谢尤通在马德望省被红色高棉处决。